# Azzone da Torbiato
Azzone (Torbiato, ... – 18 ottobre 1253) è stato un vescovo cattolico italiano.
Fu arcidiacono del Capitolo della Cattedrale, promosso vescovo di Brescia nel 1244.
Nel 1250 esortò i fedeli a donazioni per l'ordine teutonico.
Ospitò a Brescia Innocenzo IV, rientrante dalla Francia.
Fu sepolto nella cattedrale di San Pietro maggiore.